# Schizostigma
Schizostigma  es un género monotípico de plantas con flores perteneciente a la familia de las rubiáceas. Incluye una sola especie: Schizostigma hirsutum Arn. ex Meisn. (1838). Es nativa de Sri Lanka.

## Taxonomía
Schizostigma hirsutum fue descrita por Arn. ex Meisn. y publicado en Plantarum vascularium genera secundum ordines ... 1: 164, en el año 1838.